# 桥冲镇
桥冲镇，是中华人民共和国广东省汕尾市陆丰市下辖的一个乡镇级行政单位。

## 行政区划
桥冲镇下辖以下地区：
桥冲村、大塘村、下塘村、后冲村、白沙村、溪碧村、东竹村、石东村、湖石村和禾潭村。

## 概況
鎮中心橋沖村有小學（橋沖中心小學）中學（橋沖中學）各一所，農村合作信用社，農村郵政儲蓄銀行，敬老院等

## 習俗
大年初一零點家家戶戶放“開門炮”。隨後每戶人家都會去各祖祠上香，稱為“封香”，初一早上吃“菜”，禁止吃任何肉類（不包括“水菜”，即蠔）
正月初二新女婿登門“做新女婿”
過年期間到各家拜訪發小孩子紅包
正月初七吃“七樣菜”
元宵祭祖
清明祭祖，掃墓，吃“薄餅”
端午做甜粽子祭祖，吃咸粽子
農曆八月開始互相贈送月餅和蘋果，中秋節當晚以月餅，五種水果和茶水等朝月亮方向祭拜
冬至吃甜圓子，與沒有餡的湯圓差不多，湯因為加紅糖而顯得黑，丸子是紅的。另外，此時還有做“菜包粿”
農曆十二月二十多號時，將一些竹葉綁于長棍上用於去除墻上蜘蛛網，并對房子進行大掃除；二十七或是二十八時貼春聯；大年三十下午祭拜祖先。晚上全家人一起吃一頓豐盛的大餐，稱為“圍爐”
如果可以，人們會在農曆每月初一和十五祭拜“天地神”，經商之人還會在初二祭拜“財神爺”
每逢先祖忌日會去祭拜
小孩子長到十五歲（虛歲）那年，家裡大人會去“求神”，看看是否能“出花園”(在某特定一天身穿紅色衣服和鞋子并且每样菜吃一点然后進行一些儀式)